# Hans Verner
Hans Verner (né Anton Moennekes), connu également sous le nom de Jean Verner ou Hans Werner, est un comédien allemand, né le 12 décembre 1924 à Cologne (Allemagne) et mort le 30 décembre 1990 à Suresnes. Il tourne dans de nombreux téléfilms et séries télévisées.

## Filmographie

### Cinéma
- 1950 : Atoll K de Léo Joannon
- 1951 : Les Sept Péchés capitaux, dans un sketch qui n'est pas connu ni son réalisateur
- 1952 : La Fille au fouet de Jean Dréville et René Le Hénaff
- 1952 : La neige était sale de Luis Saslavsky
- 1954 : Les Évadés de Jean-Paul Le Chanois
- 1954 : Les Fruits de l'été de Raymond Bernard
- 1955 : Les héros sont fatigués d'Yves Ciampi - Olsen
- 1956 : La Traversée de Paris de Claude Autant-Lara - Le motard allemand
- 1958 : Archimède le clochard de Gilles Grangier - Le touriste allemand qui va dîner
- 1958 : À Paris tous les deux (Paris Holiday) de Gerd Oswald - Un gangster
- 1958 : Les Racines du ciel (The Roots of Heaven) de John Huston
- 1958 : Le Joueur de Claude Autant-Lara
- 1958 : Le Petit Prof de Carlo Rim - Le lieutenant allemand
- 1959 : Le Chemin des écoliers de Michel Boisrond - Un officier allemand
- 1959 : La Jument verte de Claude Autant-Lara - Le sous-officier prussien
- 1959 : Normandie-Niémen de Jean Dréville et Danur-Viatich Berejnyckh
- 1959 : Sans tambour ni trompette (Die Gans von Sedan) de Helmut Käutner - Un soldat prussien
- 1959 : La Sentence de Jean Valère
- 1959 : La Verte Moisson de François Villiers
- 1960 : Le Bois des amants de Claude Autant-Lara - L'interprète
- 1960 : Le Passage du Rhin d'André Cayatte - L'homme de la Kommandantur
- 1961 : Carillons sans joie de Charles Brabant
- 1962 : La Prostitution de Maurice Boutel
- 1962 : Un singe en hiver d'Henri Verneuil - Un touriste allemand
- 1963 : Le Concerto de la peur de José Bénazéraf - Eric Voltay
- 1963 : Une ravissante idiote d'Édouard Molinaro - Donald Farrington
- 1965 : Paris brûle-t-il ? de René Clément
- 1966 : La Nuit des généraux d'Anatole Litvak - Un officier allemand
- 1966 : La Grande Vadrouille de Gérard Oury - Un officier allemand à l'Hôtel du Globe
- 1966 : Peau d'espion d'Édouard Molinaro
- 1966 : Judith de Daniel Mann - Gustav Schiller
- 1970 : La Poudre d'escampette de Philippe de Broca - Le major Buker
- 1973 : L'Ironie du sort d'Édouard Molinaro - Branner
- 1974 : Aloïse de Liliane de Kermadec - Le chapelain
- 1974 : Le Fantôme de la liberté de Luis Buñuel - Le capitaine des gendarmes
- 1975 : Le Bon et les Méchants de Claude Lelouch
- 1975 : Le Faux-cul de Roger Hanin - Pallenberg
- 1975 : Un sac de billes de Jacques Doillon - Un officier allemand
- 1975 : Rosebud d'Otto Preminger - Freyer
- 1976 : Le Jour de gloire de Jacques Besnard
- 1976 : L'Intrépide de Jean Girault
- 1977 : Le mille-pattes fait des claquettes de Jean Girault - Le colonel Von Obrecht
- 1977 : Le Point de mire de Jean-Claude Tramont - Le touriste allemand
- 1977 : Julia de Fred Zinnemann - le concierge
- 1978 : Général... nous voilà ! de Jacques Besnard - Un officier allemand
- 1979 : Clair de femme de Costa-Gavras - Klaus, l'ambassadeur
- 1982 : Mille milliards de dollars d'Henri Verneuil - Kurt Von Schoeder
- 1983 : Les Morfalous d'Henri Verneuil - Un colonel allemand
- 1983 : Papy fait de la résistance de Jean-Marie Poiré - Un officier allemand

### Télévision
- 1965 : Le Bonheur conjugal de Jacqueline Audry
- 1965 : Le Mystère de la chambre jaune de Jean Kerchbron
- 1972 : le 16 à Kerbriant de Michel Wyn
- 1973 : Les Cinq Dernières Minutes, épisode Un gros pépin dans le chasselas de Claude-Jean Bonnardot
- 1973 : La Ligne de démarcation - épisode 2 : Mary (série télévisée) : le commandant du camp